# Majorka

Flaga Majorki

Majorka (hiszp. i kat. Mallorca) – największa w archipelagu Balearów wyspa hiszpańska na Morzu Śródziemnym o długości około 100 km i powierzchni 3640 km². W 2015 r. zamieszkiwało ją 859 289 mieszkańców. Głównym miastem i stolicą wyspy jest Palma.

## Geografia
Południowo-wschodnią część wyspy zajmuje wyżyna z rozwiniętą rzeźbą krasową, część centralna natomiast ma charakter nizinny. Leży w strefie klimatu śródziemnomorskiego z suchym latem i opadami w zimie, sięgającymi 650 mm rocznie.
Wyspa jest zbudowana głównie z wapieni mezozoicznych. Wzdłuż północno-zachodnich wybrzeży wyspy rozciąga się skrasowiałe pasmo górskie Serra de Tramuntana, z najwyższym szczytem Puig Major, wznoszącym się na wysokość 1445 m n.p.m. Drugim co do wysokości szczytem jest Puig de Massanella – 1367 m n.p.m.

## Historia
Jako pierwsi około 1000 r. p.n.e. zajęli ją Fenicjanie, następnie przez kilka wieków na wyspie panowali Grecy, którzy nadali Balearom nazwę od słowa ballein, czyli strzelać z procy. Z wyspy wywodzili się procarze, którzy brali udział w wojnach punickich.
W starożytności należała do Kartaginy i Rzymu (przez 5 wieków), którzy założyli na Majorce miasta Pollentia (obecnie Alcúdia) i Palmaria (obecnie Palma de Mallorca), przejściowo była podbita przez Wandalów i Wizygotów (V i VI wiek n.e), a później przez Arabów, którzy ostatecznie zdobyli Majorkę w 902 r. n.e. W wyniku rekonkwisty od 12 września 1229 w posiadaniu Aragonii. W latach 1276–1349 stanowiła część samodzielnego Królestwa Majorki. Później znowu aragońska i hiszpańska.
W swojej historii Majorka była też wielokrotnie obiektem ataków piratów. U jej zachodniego brzegu, na wysepce Sa Dragonera, Barbarossa miał swoją bazę. Wiele miast w tych czasach powstawało w oddaleniu od brzegu, aby uniknąć złupienia przez piratów.
W latach 1838–1839 przez jakiś czas gościł na niej Fryderyk Chopin, co upamiętnia otwarte w 1929 muzeum kompozytora w miejscowości Valldemossa. W czasach dyktatury generała Franco zakazano używania na wyspie innego języka niż język hiszpański, choć obecnie na wyspie status języka urzędowego ma zarówno język hiszpański, jak i język kataloński.
Od lat 50. XX wieku na Majorce doszło do burzliwego i niekontrolowanego rozwoju turystyki. Początkowo budowano gigantyczne betonowe hotele, które znacznie szpeciły naturalny krajobraz. W latach 90. XX wieku jednak wyburzono wiele betonowych molochów i obecnie powstające hotele mają bardziej kameralny charakter i muszą spełniać warunki ochrony środowiska naturalnego. W roku 1999 wprowadzono na wyspie podatek ekologiczny wynoszący 1 euro dziennie od przebywającego turysty, co spotkało się jednak z negatywną reakcją i doprowadziło do spadku liczby turystów. W 2003 wycofano się z tego podatku.
W roku 2004 33 plaże Majorki uzyskały Błękitną Flagę.
Obecnie 90% dochodu wyspy pochodzi z turystyki.

## Ludność

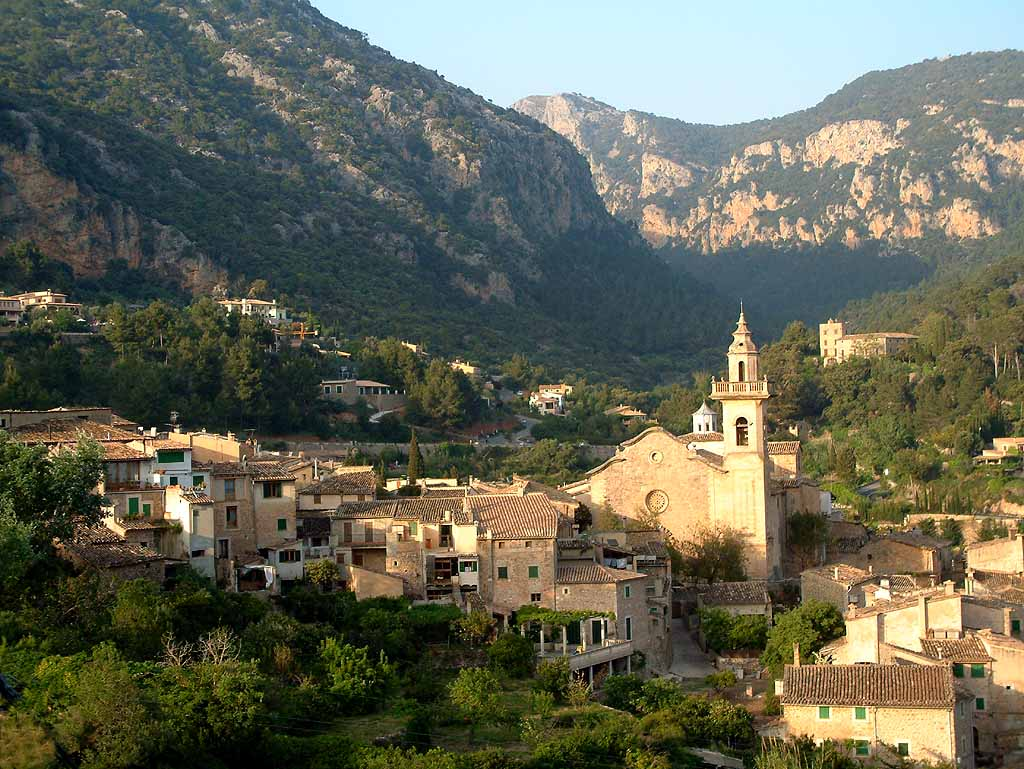
Valldemossa

Na wyspie używany jest dialekt majorkański języka katalońskiego (zob. dialekty balearskie).
21,2% mieszkańców wyspy stanowią obcokrajowcy. Dominują wśród nich Niemcy (3,54%); inne liczne grupy to Brytyjczycy, Marokańczycy i Bułgarzy.

## Gospodarka
W środkowej części wyspy, gdzie znajduje się urodzajna nizina, uprawia się winorośla, oliwki, truskawki, figi, cytrusy i warzywa. W górach prowadzi się wypas owiec. Na wyspie przeważa przemysł spożywczy i rzemiosło artystyczne (biżuteria, ceramika), nastawione na obsługę licznych turystów. Wyspa słynie ze swych kąpielisk i salin morskich.

## Kultura
Od 1930 r. w klasztorze kartuzów w  Valldemossa odbywa się w festiwal chopinowski.

## Podział administracyjny
Wyspa dzieli się na następujące gminy:
| - Alaró - Alcúdia - Algaida - Andratx - Ariany - Artà - Banyalbufar - Binissalem - Búger - Bunyola - Calvià - Campanet - Campos - Capdepera - Consell - Costitx - Deià - Escorca | - Esporles - Estellencs - Felanitx - Fornalutx - Inca - Lloret de Vistalegre - Lloseta - Llubí - Llucmajor - Manacor - Mancor de la Vall - Maria de la Salut - Marratxí - Montuïri - Muro - Palma de Mallorca - Petra - Sa Pobla | - Pollença - Porreres - Puigpunyent - Santa Eugènia - Santa Margalida - Santa Maria del Camí - Santanyí - Sant Joan - Sant Llorenç des Cardassar - Selva - Sencelles - Ses Salines - Sineu - Sóller - Son Servera - Valldemossa - Vilafranca de Bonany |

## Galeria

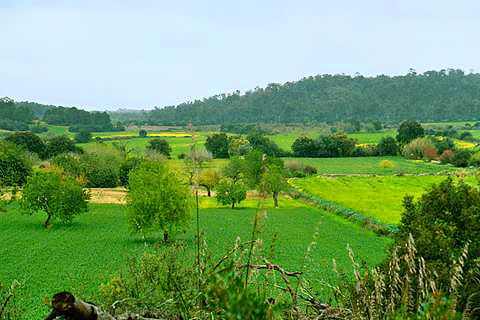
Wiosenne pola na Majorce
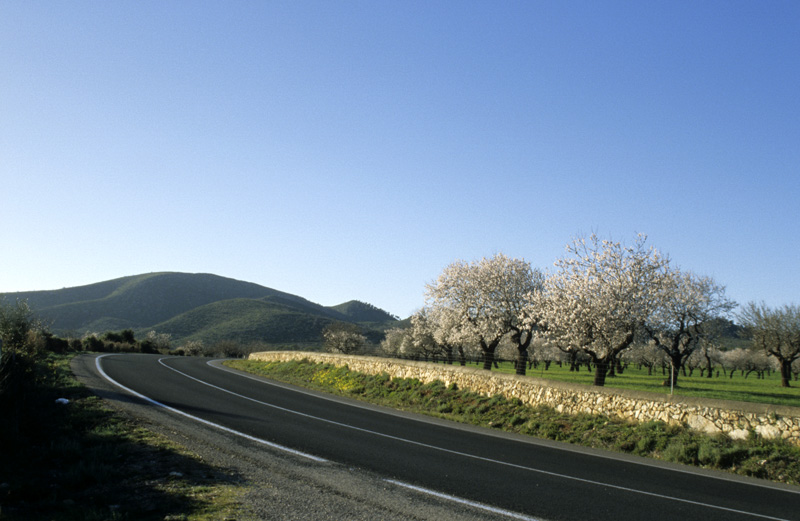
Południowa Majorka w styczniu (kwitnące migdałowce)
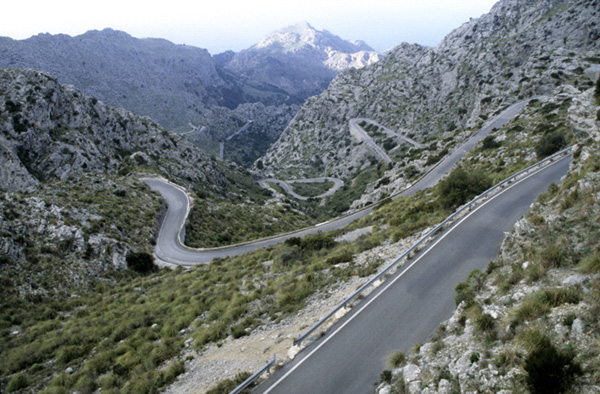
Droga do Sa Calobra
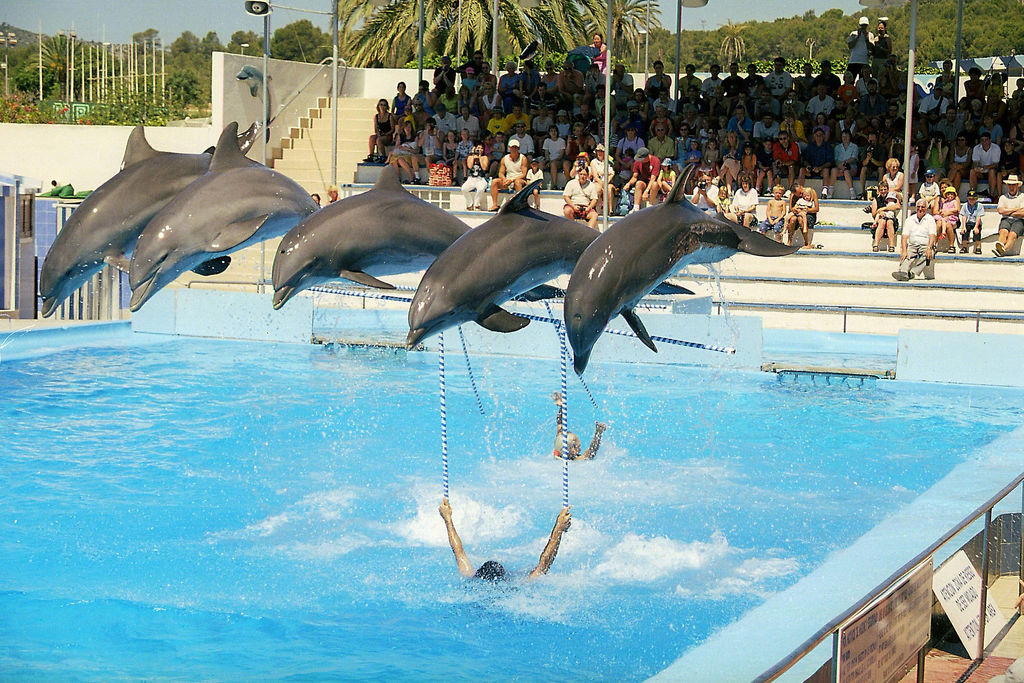
Marine Land, delfinarium
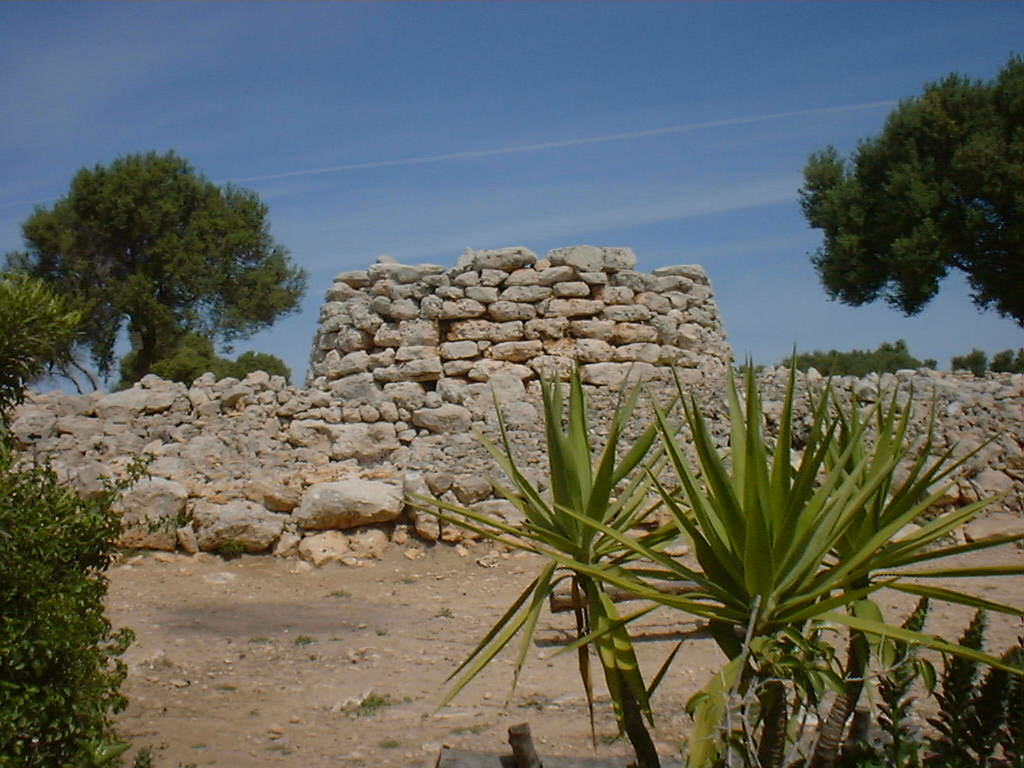
Jedna z megalitycznych budowli z epoki talayotyckiej na Majorce
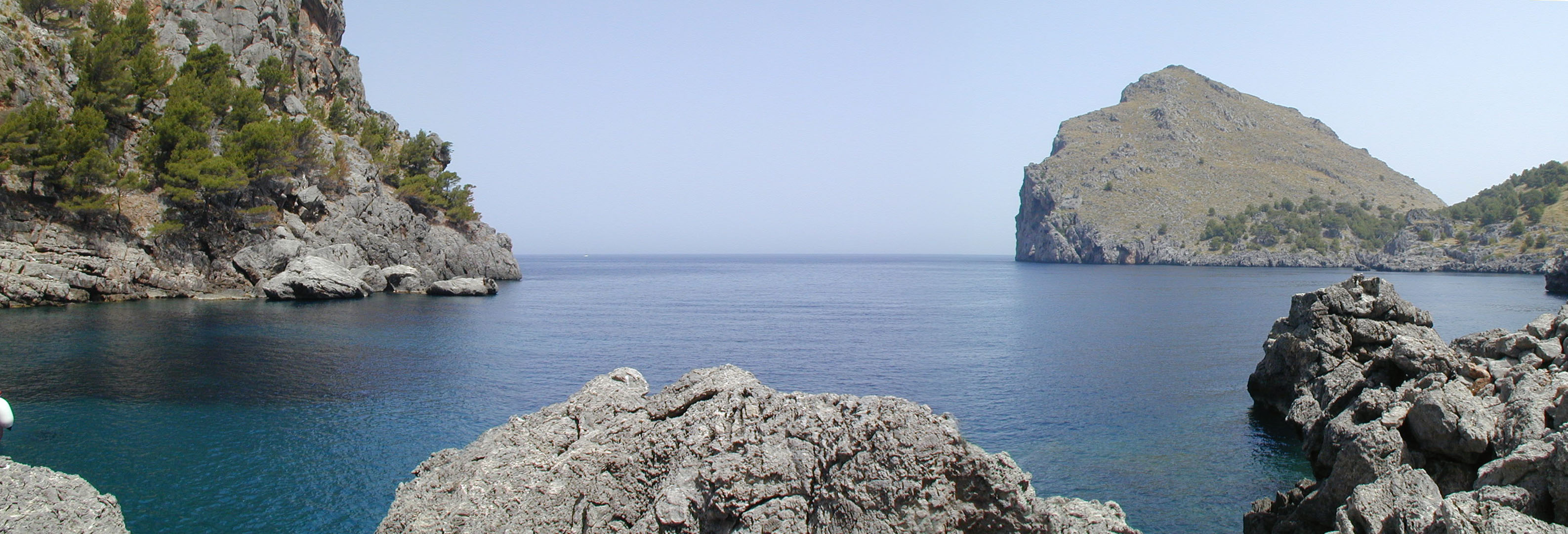
Zatoka w pobliżu Sa Calobra
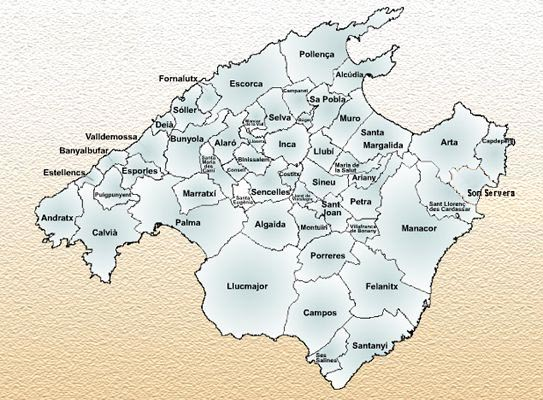
Podział administracyjny
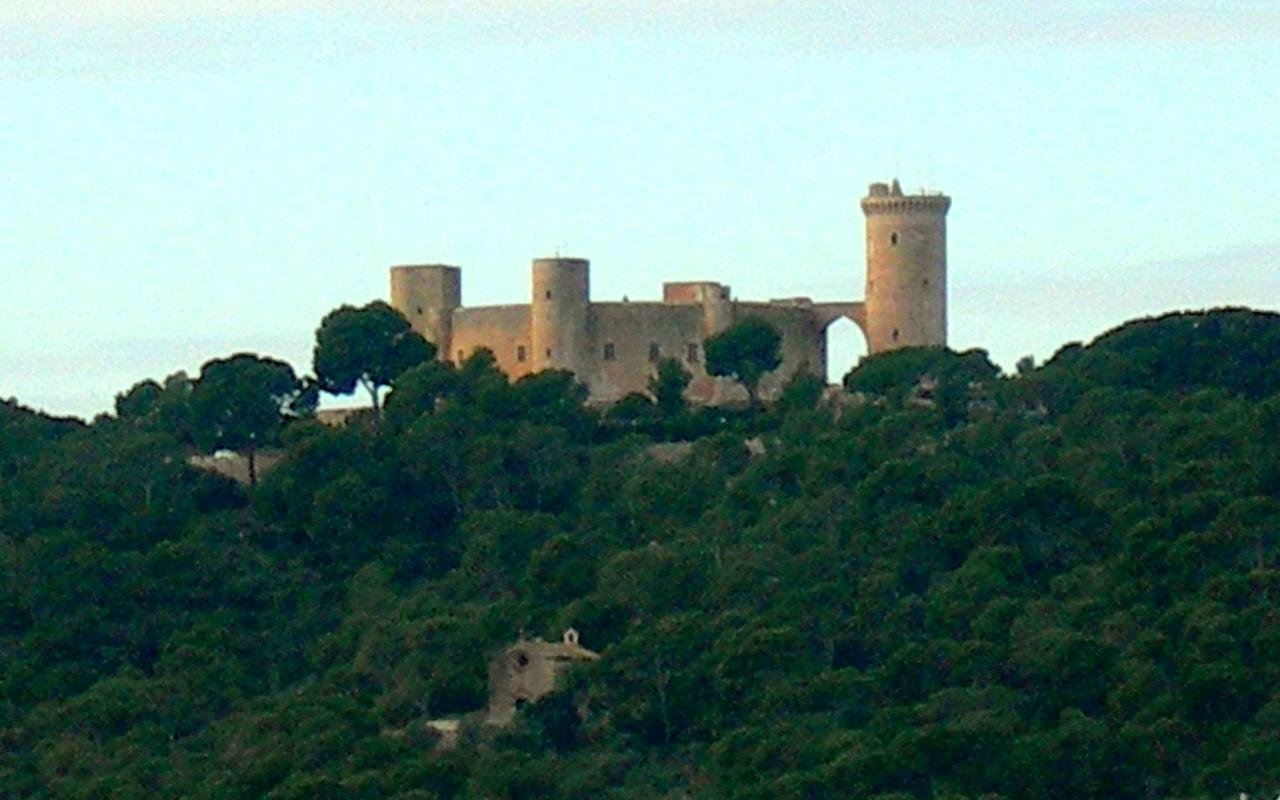
Zamek Bellver